# 元村站
元村站是石家庄地铁2号线的地铁车站，位于中华人民共和国河北省石家庄市桥西区华星路与平安南大街交叉口西侧，于2020年8月26日开通。

## 车站结构
元村站位于华星路与平安南大街交叉口西侧，沿华星路设置，呈东西走向，为地下两层岛式站台车站，车站长165米，标准段宽22.1米，车站地下一层为站厅层，地下二层为站台层，站台设置全高站台门。
| 地面              | 出入口 | A、B、C出入口                                                                                                 |
| 地下一层          | 站厅   | 客服中心、自动售票机、验票机                                                                                  |
| 地下二层          | 站台   | \| \| \| █ 2号线往嘉华路（石家庄站） \| \| 島式 · 開左邊车门 \| \| \| \| \| \| █ 2号线往柳辛庄（欧韵公园） \| |
|                   |        | █ 2号线往嘉华路（石家庄站）                                                                                   |
| 島式 · 開左邊车门 |        | |
|                   |        | █ 2号线往柳辛庄（欧韵公园）                                                                                   |

## 车站出口
元村站共有3个出入口，各出口及周围设施如下所示：
| 出口编号                             | 照片 | 地点                               | 可到达目的地                         |
| ------------------------------------ | ---- | ---------------------------------- | ------------------------------------ |
| 出口 · A · 扶手电梯标志              |      | 华星路（北侧），平安南大街（西侧） | 东平小区                             |
| 出口 · B · 升降机标志 · 扶手电梯标志 |      | 华星路（南侧），平安南大街（西侧） | 华夏小学，东风西路小学(石家庄站校区) |
| 出口 · C · 扶手电梯标志              |      | 华星路（南侧）                     | 云和赋                               |
| 註： 設有 \| 設有扶手電梯            |      |                                    |                                      |

## 接驳交通

### 公交车
- 元村地铁站：70路，快516路
- 平安大街南口：3路，7路，70路，75路

## 历史
本站工程名为东三教站，正式站名为元村站，以车站所处的元村社区命名。
- 2018年8月2日，车站主体结构封顶[2]。
- 2020年8月26日，本站随2号线通车开通[1]。
- 2021年1月9日，受新冠疫情影响，车站暂停运营[4]。2月19日，车站恢复运营[5]。
- 2022年8月28日，受新冠疫情影响，车站暂停运营[6]。9月6日，车站恢复运营[7]。